# 박소연 (1999년)
박소연(1999년 12월 10일 ~ )은 대한민국의 가수다.

## 방송
- K팝스타 2 (2012) - Top8
- 프로듀스 101 (2016) - 18위
- 믹스나인 (2017)

## 음반
- Flower (2020)
- 아름다운 밤 (2021)

### YouU
- SBS K팝 스타 시즌2 TOP 10 (1회) (2013)
- SBS K팝 스타 시즌2 TOP 8 (2013)